# Clint Musser

Zawodnik Penn State Nittany Lions

Clint Musser (ur. 10 lipca 1975) – amerykański zapaśnik. Srebrny medalista mistrzostw panamerykańskich z 2004. Od 2010 walczy w MMA. W zawodowych walkach odniósł dwa zwycięstwa i raz przegrał.
Zawodnik Walsh Jesuit High School z Cuyahoga Falls i Pennsylvania State University. Dwa razy All-American (1998, 1999) w NCAA Division I, drugi w 1999 i piąty w 1998 roku.